# 戳脚
戳脚，河北拳術，為中國武術流派之一。

## 源流
戳腳又名九番鴛鴦腳、九枝子，是清朝道光年間天理教起義領袖馮克善所創，馮克善戰敗後跟部屬楊景、唐有義化裝成僧人，流轉於河北饒陽、蠡縣、固安一帶傳授武術，逐漸形成一個門派，即戳腳門。，

## 介紹
戳腳以腿法見長，手腳並重而突出腿法，以文九趟、武九趟，共十八趟為基本套路。文趟子架式較小，靈活多變，柔而後剛，武趟子風格硬攻直進，剛裡含柔。

## 來源
1. ↑  劉景山《戳腳》